# Edward Malet

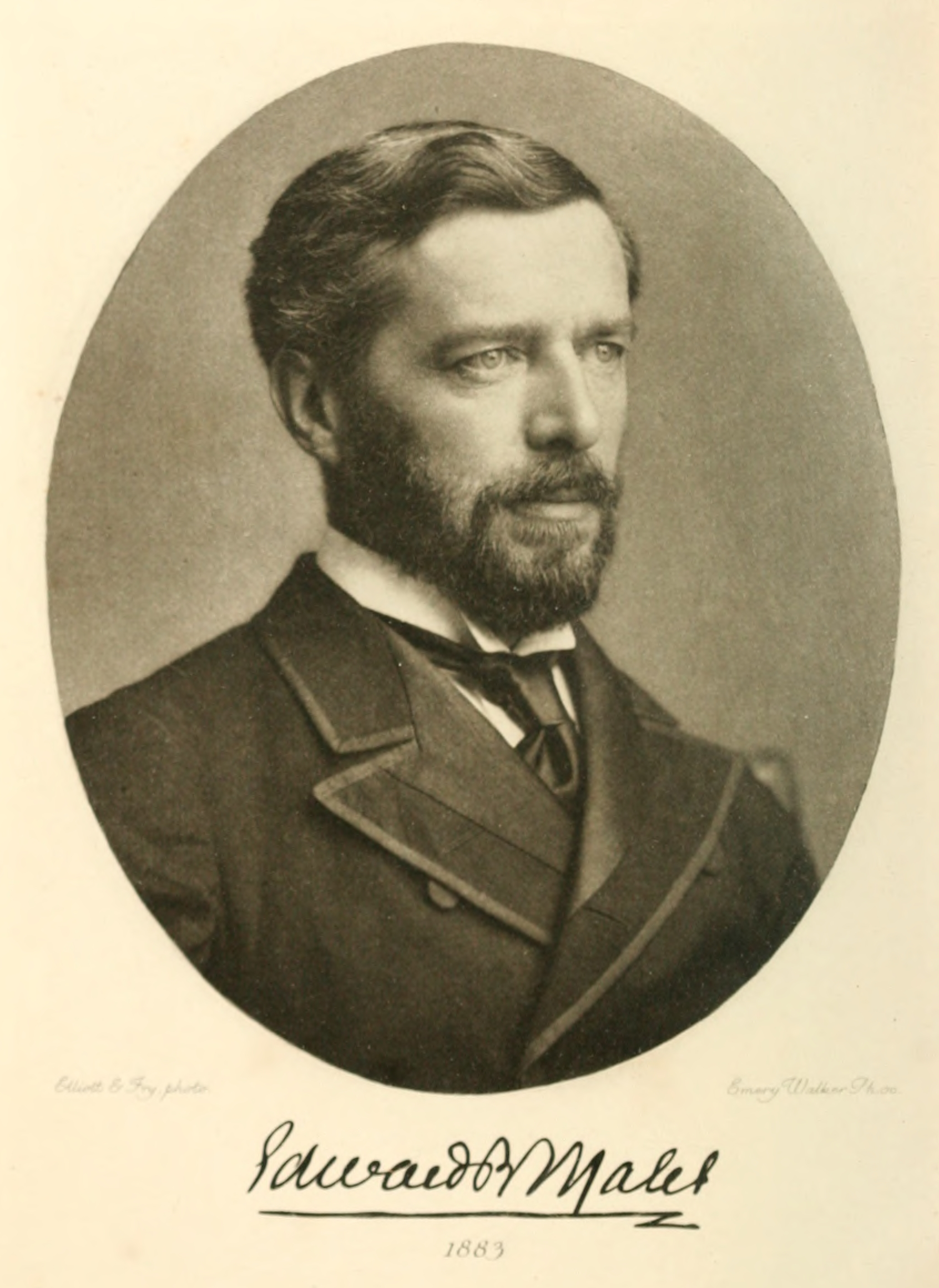
Sir Edward Malet (1883)

Sir Edward Baldwin Malet, 4. Baronet GCB, GCMG, PC (* 10. Oktober 1837; † 29. Juni 1908) war ein britischer Diplomat.

## Leben und Wirken
Malet begann seine diplomatische Laufbahn 1854 als britischer Attaché in Frankfurt. In den folgenden Jahrzehnten übernahm er Posten an verschiedenen diplomatischen Vertretungen des Vereinigten Königreiches im europäischen und afrikanischen Ausland, so war er unter anderem zeitweise britischer Generalkonsul in Ägypten, wo er den Aufstand der Arabi miterlebte. 
1884 wurde Malet in der Nachfolge von Odo Russell, 1. Baron Ampthill, als britischer Botschafter für das Deutsche Reich nach Berlin entsandt. In dieser Funktion, die er bis 1895 bekleidete, versuchte Malet insbesondere auf die Erhaltung des allgemeinen europäischen Friedens hinzuwirken, den er als eine unerlässliche Voraussetzung der Großmachtstellung Großbritanniens ansah: Mit dem Verlust des europäischen Friedens würde Großbritannien, so Malets Befürchtung, automatisch seine Schiedsrichterstellung zwischen den übrigen europäischen Mächten verlieren und damit eine Schwächung seiner Position erfahren. Denn ohne diese Sonderstellung des "Zwischen-Allen-Stehens", würde die Bahn frei werden für antibritische Koalition der übrigen europäische Mächte, über die Malet urteilte: „Wir (sind) das Dorado für alle diese Mächte; sie würden uns alle gerne ausplündern.“
Die besondere Wertschätzung, die der deutsche Reichskanzler Otto von Bismarck Malet, mit dessen Vater er befreundet gewesen war, entgegenbrachte, wirkte sich während Malets Berliner Zeit positiv auf das komplizierte deutsch-britische Verhältnis der ausgehenden Bismarck-Jahre aus.
Zu Malets Mitarbeitern in der Berliner Botschaft zählten unter anderem Sir Charles Scott und der spätere Botschafter in Italien, Rennell Rodd. Eine enge Freundschaft verband Malet mit dem Maler Sir William Blake Richmond.

## Familie
1885 heiratete Malet Lady Ermyntrude Sackville Russel, eine Tochter von Francis Russell, 9. Duke of Bedford. 

## Werke
- Shifting Scenes or Memories of many men in many lands. Tauchnitz-Verlag, Leipzig 1902.